# Mahdi al-Sumaidaie
Abdul-Mehdi al-Sumaidaie (...) è un gran mufti iracheno.
Dirige la Dar-al Ifta Ahl al-Sunnah wa Jamaah a Baghdad, presso la moschea Umm-al-Tubul.
Dal 2014 è stato riconosciuto dal governo di Nuri al-Maliki come Gran Mufti dei sunniti d'Iraq, la massima autorità religiosa sunnita irachena.
Egli ha svolto un importante ruolo politico nelle vicende dell'Iraq, nel tentativo di coinvolgere parte dell'islam salafita nella lotta allo Stato islamico, accanto alle forze sciite. Va comunque ricordato il suo stretto legame con l'Iran e la sua condanna della partecipazione a festività cristiane da parte dei musulmani iracheni. Il suo ruolo come mufti è tuttavia contestato da una parte dei sunniti iracheni. Il consiglio giuridico degli ulema è infatti rappresentato dallo sheikh Abdul Waha al-Samarrai.

## Biografia

### Predicazione
Durante l’occupazione americana in Iraq, sheikh Sumaidaie si pose alla guida di un gruppo armato, sostenendo il jihad contro le forze di occupazione. Nel gennaio 2004, venne arrestato da truppe americane all’uscita da uja moschea di Baghdad. Successivamente rilasciato, svolse un ruolo di mediazione tra governo e salafiti jihādisti. A seguito del ritiro delle truppe americane nel dicembre 2011, Sumaidaie è stato cooptato dal governo di Nuri al-Maliki per convincere i predicatori sunniti salafiti a partecipare a un Consiglio giuridico unificato con gli sciiti. Il tentativo, durante una conferenza sulla resistenza irachena nel febbraio 2012, non ebbe esito positivo, inoltre per il suo sostegno al governo sciita Sumaidaie subì un tentativo di attentato nell'agosto 2012.

### Gran Mufti
Nel febbraio 2014, sheikh Sumaidaie è riconosciuto dal governo di Nuri al-Maliki come estraneo alla rivolta sunnita; il governo iracheno gli riconosce la presidenza di un Consiglio Sunnita della Fatwa (Dar al-Iftaa Ahl al-Sunna wa Jamaah) nelle veci di Gran Mufti dei sunniti, con l'obiettivo di coinvolgere i cittadini sunniti nella lotta a Daesh a fianco dell'esercito iracheno e delle Forze di Mobilitazione Popolare.

#### Pronunciamenti
- nel giugno 2014, il Gran Mufti condannò lo Stato Islamico, definendolo un progetto straniero e invitando gli iracheni ad unirsi per combatterlo,[18] unendosi all'appello dell'ayatollah sciita Ali al-Sistani.
- nel gennaio 2016, presenziò alla cerimonia di promozione di 500 reclute sunnite delle Forze di Mobilitazione Popolare, impegnate nella guerra a Daesh.[3]
- nel giugno 2016, all'indomani della riconquista a Daesh della città di Falluja, il portavoce del Gran Mufti, sheikh Amer al-Bayati, dichiarò che la liberazione della città ad opera di iracheni di ogni etnia e religione smentiva la propaganda dell'ISIS secondo cui la guerra civile è quella di "una componente religiosa contro l'altra",[19] unendosi alle dichiarazioni del portavoce dell'Ayatollah sciita di Najaf Ali al-Sistani, sheikh Abdul Mahdi al-Karbalai,  e del presidente dell'Ufficio del Waqf sciita, sheikh Sami al-Masudi.[19]
- nel dicembre 2016, a seguito di una Fatwā, il Gran Mufti invitò i predicatori e leader politici che avevano sostenuto la rivolta nell'Anbar e lo Stato Islamico a lasciare l'Iraq, essendosi rivelato fallimentare il loro tentativo di ostacolare il processo politico.[20]
- a seguito dell'esplosione di un'autobomba presso la sede della Dar al-Ifta sunnita il 2 gennaio 2017, rivendicata da Daesh,[21][22] il Gran Mufti accusò i politici iracheni collusi con i Paesi occidentali di essere la causa dei continui attentati in Iraq.[23]
- nel marzo 2017, il portavoce Al-Bayati dichiarò che gli iracheni, dopo aver sconfitto ebrei e americani in Iraq (quali sostenitori occulti di Daesh), dovranno rivolgersi direttamente contro Israele per liberare la Palestina dagli ebrei.[24]
- il 28 marzo 2017, al termine di una conferenza interreligiosa internazionale, il Gran Mufti visitò il santuario sciita dell'imam Husayn a Kerbela, invitando a rifiutare i discorsi di predicatori e politici che cercano di dividere la nazione irachena,[25] mentre una delegazione della Dar al-Ifta, guidata dallo shaykh al-Bayati, visitò l'università Mustansiriyya di Baghdad.[26]
- nel febbraio 2018, il Gran Mufti Sumaidaie elogiò il ruolo delle milizie iraniane nella lotta all'ISIS, sostenendo il ruolo della Repubblica Islamica in Iraq.[6]
- nell'agosto 2018, il portavoce al-Bayati denunciò la cooperazione di alcuni Paesi islamici del Golfo come l'Arabia Saudita nel far valere le sanzioni americane contro Iran e Turchia, dichiarando che per la loro collaborazione tali Paesi si pongono "fuori dall'Islam".[7][8]
- nel dicembre 2018, il Gran Mufti ottenne dal Comandante delle forze armate iraniane Qasem Soleimani, alla presenza del vice-comandante delle Forze di Mobilitazione Popolare sciite Abu Mahdi al-Muhandis, un'importante onorificenza per la "salda posizione in difesa dell’Islam" e la "sincerità dei sentimenti e della spinta verso la liberazione della Palestina".[4] Secondo fonti israeliane, nell'incontro, svoltosi all'indomani delle elezioni, si sarebbe discusso della formazione del nuovo governo.[5]
- nel dicembre 2018, a seguito della decisione del governo iracheno di includere il Natale tra le festività nazionali, il Gran Mufti emise una Fatwā invitando i musulmani sunniti a non prendere parte alle celebrazioni, in quanto ciò equivarrebbe ad approvare il credo cristiano.[9][10] La fatwa suscitò la protesta del patriarca caldeo Louis Sako,[27] che esortò alla "convivenza pacifica" e "rispetto reciproco" tra le religioni, ed invitò il governo iracheno a contrastare chi diffonde idee divisive, "specialmente da una piattaforma ufficiale".[28] Anche molti musulmani presero le distanze dalla fatwā, inclusi il presidente dell'Ufficio del Waqf sunnita al-Heymem, che ha evidenziato che i cristiani sono una "componente essenziale" della nazione irachena con "radici profonde" nella storia del Paese,[28] il presidente del Ministero degli Affari religiosi della regione autonoma del Kurdistan, che ha chiesto di prendere un provvedimento legale contro il Gran Mufti, e l'associazione della minoranza yazida.[28]
- nel giugno 2019, al-Sumaidaie chiese di proibire la vendita di alcolici in Iraq, secondo un progetto di legge di tre anni prima non più divenuto legge irachena[29][30].
- nel gennaio 2020, a seguito dell'attentato americano al capo delle forze Quds in Iraq, generale Suleimani, al-Sumaidaie si è espresso in uno con le autorità irachene rivendicando la sovranità nazionale irachena e unendosi alla richiesta del ritiro delle truppe straniere dall'Iraq.[31]